# قانون اليونان القديمة

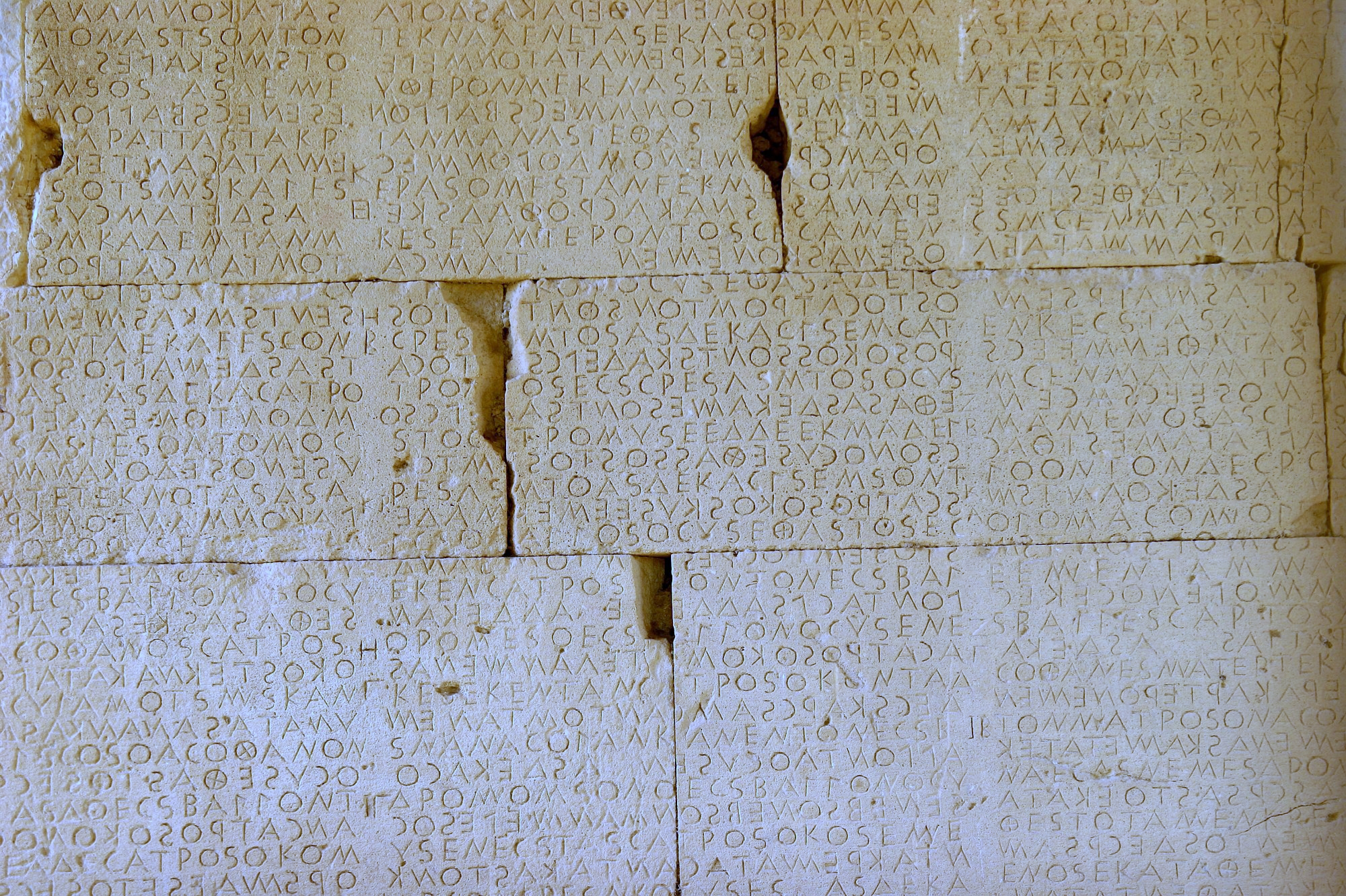

القانون في اليونان القديمة هو جزءا متداخلا مع الدين والعقيدة؛ وكانت لفظة ثميس Themis في لغتهم.

## القانون والدين
كان القانون عندهم جزءاً من الدين، وشاهد ذلك أن أقدم قوانين الملكية عند اليونان كانت ممتزجة بالطقوس الدينية وبقوانين المعابد القديمة. ولعل القواعد التي قررتها مراسيم شيوخ القبائل أو الملوك، والتي بدأت بوصفها أوامر تفرضها القوة وانتهت بأن صارت على توالي الأيام تعاقداً وتراضياً بين الحاكمين والمحكومين، نقول لعل هذه القواعد كانت هي الأخرى قديمة قدم هذه القوانين الدينية. وكانت المرحلة الثانية من مراحل تاريخ التشريع اليوناني هي جمع العادات المقدسة وتنسيقها على يد مشترعين Thesmothetai أمثال زلولسوس Zaleucus وكرونداس Chronodas ، ودراكو (مشرع إغريقي)
```
Drako وصولون.
```

## نشأة القانون
في التاريخ اليوناني القديم أصبحت العادات المقدسة Thesmoi قوانين من وضع الإنسان Nomoi. وفي هذه الكتب القانونية تحرر القانون من سيطرة الدين وازدادت على توالي الأيام صبغته الدنيوية، وأصبحت نية الفاعل ذات شأن كبير في الحكم على فعله، وحلت التبعة الفردية محل الالتزامات العائلية، واستبدل بالانتقام الفردي العقاب القانوني على يد الدولة. وكانت الخطوة الثالثة في تطور التشريع اليوناني هي نمو الشرائع المطرد وتجمعها. ذلك أن اليوناني إذا تحدث في أيام بركليز عن قوانين أثينية كان يقصد بهذه القوانين شرائع دراكون وصولون والقرارات التي أصدرتها الجمعية والمجلس ولم تُلغ بعد صدورها؛ وإذا تعارض قانون جديد مع قانون قديم، استلزم هذا إلغاء القانون القديم.
ولكن البحث عن هذا التناقض وتقصي القوانين المتعارضة قلما كانا بحثاً وتقصياً كاملين، ومن أجل هذا نجد في بعض الأحيان قانونين متعارضين تعارضاً مضحكاً. وكان يحدث في أوقات الارتباكات التشريعية الشاذة أن تختار بطريق القرعة من المحاكم الشعبية لجنة من مقرري القوانين Nomethetai لتقرر أي القوانين يجب الإبقاء عليها وأيها يجب إلغاؤها. ويعين في هذه الحال محامون ليدافعوا عن القوانين القديمة ضد من يقترحون إلغاءها. وقد نُقشت شرائع أثينية بإشراف أولئك المقررين على ألواح من الحجارة في «باب الملك» بعد أن صيغت في عبارات بسيطة سهلة الفهم، وبهذه الطريقة لم يكن يسمح لأي حاكم أن يفصل في مسألة بالاستناد إلى قانون غير مكتوب.

## التشريع اليوناني
لا التشريع اليوناني بين القانون المدني والقانون الجنائي إلا في أنه يحتفظ للأريوبجوس بحق الفصل في جرائم القتل، وفي أنه يترك المدعي في القضايا المدنية أن يتولى بنفسه تنفيذ قرار المحكمة، فلا تتقدم الدولة لمعونته إلا إذا لقي في هذا التنفيذ مقاومة. وكان القتل قليل الحدوث لأنه يعد خطيئة دينية وجريمة قانونية في وقت واحد، ولأن الخوف من الانتقام يظل قائماً إذا عجز القانون عن الاقتصاص من القاتل. وقد بقي القصاص المباشر حتى القرن الخامس قبل الميلاد مباحاً في أحوال خاصة، من ذلك أن الرجل إذا وجد أمه أو زوجته، أو محظيته، أو أخته، أو ابنته ترتكب الفحشاء كان من حقه أن يقتل من يرتكبها معها من الرجال على الفور.
وكان يجب التكفير عن جريمة القتل سواء ارتكبت بقصد أو بغير قصد لأنها عندهم تدنيس لأرض المدينة؛ وكانت مراسيم التطهير معقدة صارمة صرامة مؤلمة. وإذا ما عفا القتيل قبل موته عن قاتله، لم يكن يجوز تقديم القاتل للقضاء. وكانت هناك تحت الأريوبجوس ثلاث محاكم للنظر في جرائم القتل، تختلف باختلاف طبقة القتيل وأصله، وباختلاف نوع الجريمة، هل كانت متعمدة أو غير متعمدة، وهل هي مما يجوز التسامح فيه أو لا يجوز. وكانت محكمة رابعة تنعقد في فريتس Phrcattys على الساحل لتحاكم الذين نفوا من قبل لارتكابهم جريمة القتل خطأ، ثم اتهموا بعدئذ بجريمة القتل المتعمد. ذلك أنهم وقد دُنـِّسوا بارتكاب الجريمة الأولى لا يسمح لهم بأن تطأ أقدامهم أرض أتكا، ولهذا يدافع المدافعون عنهم وهم في قارب بجوار شاطئ البحر.
لم تبلغ الشرائع الأثينية ما كنا نتوقعه لها من الاستنارة، وهي لا تسمو كثيراً عن شرائع حمورابي؛ وعيبها الأساسي أنها تُقصر الحقوق القانونية على الأحرار الذين لا يكادون يتجاوزون سبع السكان، وحتى النساء والأطفال كانوا خارجين عن نطاق المواطنين أصحاب الحقوق. ولم يكن في وسع النزلاء، أو الأجانب، أو الأرقاء أن يرفعوا الدعاوى إلى المحاكم إلا عن طريق مواطن يأخذهم في كنفه. وكان ابتزاز المال بطريق الإرهاب، وتعذيب العبيد المتكرر، والحكم بالإعدام في كثير من الجرائم الصغرى، والشتائم الشخصية في المناقشات القضائية، وتشتت التبعة القضائية وإضعافها بسبب هذا التشتت، وتأثر المحلفين بالبلاغة الخطابية، وعجزهم عن الحد من انفعال الساعة بعلمهم بماضي القضية وتقديرهم الحكيم لنتائجها المستقبلية، كان هذا كله وصمة لنظام أثينا القضائي، الذي كانت تحسدها عليه سائر بلاد اليونان للينه وعدالته إذا قيس إلى غيره من النظم القضائية، والذي كان نظاماً عملياً موثوقاً به إلى حد أمكنه أن يبسط حمايته على الحياة وعلى الأملاك، وهي الحماية التي لا غنى عنها للنشاط الاقتصادي والرقي الأخلاقي.
وفي وسعنا أن نقدر ما كان للقانون الأثيني من شأن عظيم إذا عرفنا ما كان يشعر به كل أثيني تقريباً من احترام عظيم له؛ فقد كان القانون في اعتقاده هو روح المدينة، ومصدر سعادتها وقوتها. وخير ما نحكم به على شرائع أثينة هو تهافت غيرها من دول اليونان على استعارة الجزء الأكبر منها، وفي ذلك يقول إيسقراط Isocrates: «ليس ثم من ينكر أن شرائعنا مصدر كثير من الخير العظيم في حياة البشرية». ففي أثينا نجد للمرة الأولى في التاريخ حكم القوانين لا حكم الناس.
والتشريع اليوناني في هذا كما هو في غيره من المسائل، أساس التشريع الروماني الذي أصبح فيما بعد الأساس القانوني للمجتمع الغربي.

## السلطة القضائية
إن إصلاح القضاء آخر ما تفعله الديموقراطية، ولقد كان أعظم إصلاح قام به إفيلتيز وبركليز هو نقل الحقوق القضائية التي كان يمارسها الأركونيون والأريوبجوس إلى الهيلية أي المحاكم الشعبية. وكان إنشاء هذه المحاكم هو الذي وهب أثينا ذلك النظام القضائي الذي أخذت عنه أوروبا نظام المحلفين والذي عاد عليها بالخير العميم. وكانت الهيلية تتألف من ستة آلاف محلف يُختارون بالقرعة من سجل المواطنين. وكان هؤلاء الآلاف الستة يوزعون على عشرة سجلات يحتوي كل سجل على خمسمائة اسم تقريباً، ويُترك الباقون للمناصب التي تخلو أو للظروف العاجلة الطارئة. وكانت القضايا الصغرى أو المحلية يفصل فيها ثلاثون محلفاً يزورون مقاطعات أتكا في مواسم معينة.
وإذا كان كل محلف لا يبقى في منصبه أكثر من عام واحد في كل مرة، وكان الانتخاب لهذه المناصب بالدور، فقد كان كل مواطن تُتاح له الفرصة في الغالب لأن يكون محلفاً مرة في كل ثلاث سنين. ولم يكن مفروضاً عليه أن يؤدي هذا العمل، ولكن الأجر المقرر له وهو أوبلتان - ثم ثلاث أوبلات فيما بعد - كل يوم كان يجتذب نحو مائتي محلف أو ثلاثمائة في كل دور. أما القضايا الهامة كقضية سقراط مثلاً، فكانت تنظرها محاكم ضخمة مؤلفة من ألف ومائتي رجل. ولكي ينقص الأثينيون الرشوة والفساد في القضاء إلى الحد الأدنى كان أعضاء المحكمة الذين يوكل إليهم النظر في قضية ما يُختارون بطريق القرعة في آخر لحظة، وإذا كانت معظم القضايا لا يطول النظر فيها أكثر من يوم واحد، فإنا لا نسمع كثيراً عن الرشوة في المحاكم؛ ذلك أن الأثينيين أنفسهم كانوا يجدون صعوبة في إرشاء ثلاثمائة رجل في لحظة واحدة.
وكانت القضايا تتراكم في أثينا على الرغم من سرعة إجراءاتها، شأنها في هذا شأن المحاكم في جميع أنحاء العالم، وسبب ذلك أن الأثينيين كانوا كثيري التقاضي ولكي يقللوا من هذه الحمى كانوا يختارون محكمين بطريق القرعة من بين سجلات أسماء المواطنين الذين بلغوا سن الستين، وكان الطرفان المتنازعان يعرضان نزاعهما وأوجه دفاعهما على أحد هؤلاء المحكمين، يُختار كالقضاة بطريق القرعة في اللحظة الأخيرة. وكان كل طرف يؤدي إليه أجراً قليلاً؛ فإذا عجز عن الصلح بينهما فصل في النزاع بعد أن يحلف اليمين. وكان لكلا الطرفين بعدئذ أن يستأنف الحكم إلى المحاكم، ولكنها كانت ترفض عادة القضايا الصغرى التي عرضت للتحكيم. فإذا قبلت المحكمة أن تنظر في القضية كتب كلا الطرفين حجته وأقسم اليمين على صحتها، وكتب الشهود شهادتهم وأقسموا بأنهم صادقون، ثم تُقدم كل هذه الأقوال مكتوبة إلى المحكمة.
وكانت توضع في صندوق خاص وتُختم، ويُفتح الصندوق بعد وقت ما وتُبحث القضية، وتصدر الحكم فيها هيئة تُختار بالقرعة. ولم يكن عند الأثينيين مدع عمومي، فقد كانت الحكومة تعتمد على المواطنين أن يَتَّهموا أمام المحاكم كل من يرتكب جريمة خطيرة ضد الأخلاق العامة أو الدولة. ومن هنا نشأت طائفة من «النمامين» دينهم وعملهم اتهام الناس، وقد تطورت مهنتهم هذه على أيديهم حتى أصبحت فناً من فنون اغتصاب أموال الناس لكف الأذى عنهم. وكانوا في القرن الرابع يكسبون المال الكثير برفع القضايا - أو على الأصح بالتهديد برفعها - على الأغنياء لاعتقادهم أن المحاكم الشعبية لا تميل إلى تبرئة من يستطيعون أداء الغرامات الكبيرة.
وكانت نفقات المحاكم تغطيها في الغالب الغرامات التي تفرض على من يدانون من المتقاضين. كذلك كان يُحكم بالغرامة على من يعجزون من المدعين عن إثبات ما يوجهون من التهم إلى خصومهم؛ فإذا لم ينالوا خمسة على الأقل من أصوات القضاة كانوا عرضة لأن يُحكم عليهم بالضرب بالسياط أو بغرامة كبيرة تبلغ ألف دراخمة (نحو ألف ريال أمريكي).

## نشأة المحاماة
كان كل طرف من المتقاضـين يدافع بنفسه عن قضيته، وكان عليه أن يعرض بنفسه قضيته للمرة الأولى. فلما أن تعقدت الإجراءات القضائية، وتبين المتقاضون تأثر القضاة بعض الشيء ببلاغة الألفاظ، نشأت عادة استخدام خطيب أو رجل بليغ متضلع في القانون، يؤيد المدعي أو المدعى عليه، أو يُحضّر باسم من يستخدمه وبالنيابة عنه خطبة يستطيع المتقاضي نفسه أن يقرأها أمام المحكمة، ومن هؤلاء المدافعين البلغاء نشأ المحامون.
وفي وسعنا أن نتبين قدم المحاماة في بلاد اليونان من عبارة في أقوال ديوجين ليرتيوس Diogenes Laertius وهي أن باياس Bias ، حكيم بريني Priene كان محامياً بليغاً في القضايا، وأنه كان على الدوام يحتفظ بمواهبه لمن كان الحق في جانبه. وكانت المحاكم تستخدم بعض هؤلاء المحامين ليشرحوا لها القانون Exegetai ، وذلك لأن الكثير من القضاة لم يكونوا أكثر علماً بالقوانين من المتقاضين أنفسهم. وكانت الأدلة تُقدم عادةً مكتوبة، ولكن كان على الشاهد أن يَحضُر بنفسه ويقسم بأن ما يشهد به صحيح دقيق حين يتلو كاتب الجلسة أو الجراماتيوس Grammateus شهادته على القضاة.
ولم يكن الشهود يناقشون، وكانت شهادات الزور كثيرة إلى حد يجعل المحكمة في بعض الأحيان تقضي بما يناقض الشهادة التي أقسم الشاهد على صدقها. ولم تكن شهادة النساء والقاصرين تقبل إلا في قضايا القتل، أما الأرقاء فلم تكن تُقبل شهاداتهم إلا إذا انتزعت منهم بالتعذيب، فقد كان من المسلم به عند الأثينيين أنهم سيكذبون إذا نجوا من التعذيب. وتلك وصمة في جبين الشرائع اليونانية ووحشية شاءت الأقدار أن تزداد قسوة في السجون الرومانية، وفي حجرات محاكم التفتيش، ولعلها لا تقل عما يحدث في الحجرات السرية التابعة لمحاكم الشرطة في وقتنا الحاضر. وكان تعذيب المواطنين محرماً في عصر بركليز، وكان كثيرون من ملاك الرقيق لا يسمحون أن يستخدم أرقاؤهم شهوداً في القضايا ولو كانت قضاياهم هم أنفسهم، وكان الحكم فيها لمصلحتهم موقوفاً على أداء شهادتهم.

## قانون العقوبات
كان القانون في اليونان القديمة يلزم من يتسبب في إحداث عاهة مستديمة لأحد الأرقاء بتعويضه عنها. وكانت العقوبات المقررة هي الضرب، والغرامة، والحرمان من الحقوق السياسية، والكي بالنار، ومصادرة الأموال، والنفي، والإعدام، وقلما كان المذنبون يعاقبون بالسجن، وكان من المبادئ المقررة في القانون اليوناني أن يعاقب العبد في جسمه، وأن يعاقب الحر في ماله، ونرى في رسم على إحدى المزهريات عبداً معلقاً من ذراعيه وساقيه يُضرب بالسياط ضرباً خالياً من الرحمة.
وكانت الغرامات هي العقوبة التي تفرض عادةً على المواطنين. وكانت تقدر بدرجات تعرض الديموقراطية الأثينية لأن تُتهم بأنها كانت تملأ خزائنها بالمال عن طريق الأحكام الظالمة. على أنه كان يسمح في كثير من الحالات للمحكوم عليه هو وصاحب الحق أن يقدرا بأنفسهما الغرامة أو العقوبة اللتين يريان أنهما عادلتان، ثم تختار المحكمة إحدى العقوبتين المقترحتين؛ وكان القتل، وانتهاك حرمة المعابد، وخيانة الوطن، وبعض الجرائم التي تبدو في نظرنا جرائم صغيرة، يعاقب عليها بمصادرة الأموال والإعدام معاً؛ ولكن كان من المستطاع عادةً تجنب الحكم بالإعدام قبل صدوره، بالنفي الاختياري وترك الأملاك. وإذا رأى المتهم أن الهرب يزري به، وكان مواطناً، نُفذ فيه الإعدام بأقل الوسائل إيلاماً له، وذلك بأن يقدم له عصير الشوكران، وهو العقار الذي يخدر الجسم تدريجا ابتداءً من القدمين إلى أعلى أجزاء الجسم، ثم يقضي على من يتعاطاه حين يصل إلى قلبه.
أما الأرقاء فقد كانت عقوبة الإعدام تنفذ فيهم أحياناً بالضرب الوحشي. وكان يحدث أحياناً أن يُلقى المحكوم عليه قبل إعدامه أو بعده من فوق صخرة عالية إلى حفرة تعرف عندهم باسم البرثرون Barathron. وإذا ما صدر الحكم بإعدام قاتل نفذ بحضور أقارب المقتول استجابةً لعادة الانتقام القديمة في مظهرها وروحها.

## قانون الملكية
قانون الملكية صارم لا هوادة فيه، فالتعاقد واجب التنفيذ ؛ وكان يُطلب إلى القضاة أن يقسموا بأنهم «لن يطلبوا إلغاء الديون الخاصة، أو توزيع الأراضي أو المساكن التي يملكها الأثينيون». وكان كبير الأركونيين حين يتولى منصبه في كل عام يكلف منادياً بأن يؤذن في الناس أن «كل مالك سيبقى له ما يملك وسيظل صاحبه المطلق التصرف فيه». وكان حق الوصية لا يزال مقيداً بقيود شديدة، فإذا كان للمالك أبناء ذكور، فإن الفكرة الدينية القديمة عن الملك، والتي تربطها بتسلسل الأسرة وبالعناية بأرواح السلف، تتطلب أن ينتقل هذا الملك من تلقاء نفسه إلى الأبناء الذكور ؛ ذلك أن الولد إنما كان يحتفظ بالملك وديعة لديه للأموات من الأسرة والأحياء منها ولمن يولد من أبنائها.
وكان الملك في أثينا يقسم بين الورثة الذكور، كما هي الحال في فرنسا إلى حد كبير، وكان أكبرهم سناً ينال نصيباً أكبر بعض الشيء من سائر الورثة، ولم يكن الأثينيون كالإسبارطيين القدماء والإنجليز في هذه الأيام يبقون الملك من غير تقسيم ويعطونه أكبر الأبناء الذكور. وترى الزارع من عهد هزيود وبعده يحدد عدد أبنائه كما يفعل الفرنسيون في هذه الأيام حتى لا تنقسم أملاكه بين أبنائه انقساماً يقضي عليها آخر الأمر ؛ ولم تكن للأرملة أن ترث ملك زوجها ، بل كان كل ما تناله من هذا الملك أن تسترد بائنتها. وكانت الوصايا معقدة في أيام بركليز تعقدها في أيامنا هذه ، وكانت تصاغ في لغة شبيهة إلى حد كبير بلغة هذه الأيام.

## القانون الدولي في اليونان القديمة
وقد ظل القانون الأثيني منتشراً في جميع أنحاء الإمبراطورية الأثينية التي يبلغ عمرها مليونين من الأنفس ما دامت هذه الإمبراطورية قائمة ، أما في خارج دائرة هذه الإمبراطورية فلم يكن لبلاد اليونان نظام قضائي واحد تخضع له بأجمعها ؛ وإن الصورة التي تنطبع في أذهاننا عن القانون الدولي في أثينا القرن الخامس لتبلغ من الضعف ما تبلغه صورة هذا القانون في عالم هذه الأيام.
لكن التجارة الخارجية تتطلب بعض الأنظمة القانونية. ويقول دمستين إن المعاهدات التجارية قد بلغت في أيامه درجة من الكثرة أصبحت معها القوانين التي تخضع لها المنازعات التجارية «واحدة في كل مكان».
وكانت هذه المعاهدات تنص على التمثيل القنصلي ، وتضمن تنفيذ العقود ، وتجعل الأحكام الصادرة في إحدى الدول الموقعة على المعاهدة نافذة في سائر الدول الموقعة عليها. على أن هذا لم يقضِ على القرصنة ، فقد كانت تنتشر إذا ما ضعُفَ الأسطول المسيطر على البحار ، أو تراخى في مراقبتها. ولقد كانت هذه اليقظة الخارجية الثمن الذي يشتري به الأهلون الأمن والنظام والحرية جميعاً ؛ وكانت الفوضى رابضة كالذئب حول كل دولة مستقرة ، تتربص بها ، وتترقب ثغرة من الضعف تنفذ منها إليها.
وكانت بعض الدول اليونانية ترى أن من حق المدينة أن توجه الحملات لتنهب أملاك غيرها من المدن وأهليها ، إذا لم تكن ثمة معاهدة تنص صراحة على تحريم هذه الحملات. وقد أفلح الدين في تحريم الاعتداء على الهياكل ما لم تتخذ قواعد حربية ، وفي حماية الوفود والحجاج الذاهبين إلى مشاهدة الأعياد اليونانية الجامعة ، وفي فرض صدور إعلان رسمي بالحرب قبل بدء القتال ، وفي قبول الهدنة إذا طلبها أحد الطرفين المتقاتلين لإعادة من يُقتلون في المعارك إلى بلادهم ودفنهم.
وكانت الأسلحة المسمومة لا تستعمل بحكم العادة المألوفة ، وكان الأسرى عادةً يُتبادلون أو يُفتدون ، وكان الفداء المعترف به ميناءين - ثم أصبح ميناء واحدة (نحو مائة ريال أمريكي) - لكل أسير. وكانت المعاهدات كثيرة العدد ، وكان المتعاهدون يُقسمون الأيمان المغلظة على احترام نصوصها ، ولكنها كانت تخرق على الدوام تقريباً. وكانت المحالفات كثيرة ، وكانت تؤدي أحياناً إلى إيجاد أحلاف دائمة ، كحلف دلفي الإثني عشري (الأمفكتيوني) في القرن السادس ، والحلفين الآخي والإيتولي في القرن الثالث. وكانت مدينتان في بعض الأحيان تجامل كلتاهما الأخرى بأن تمنح أحرار أختها حقوق المواطنين فيها.
وكان التحكيم الدولي يحدث أحياناً ، ولكن كان في وسع الطرفين المحتكمين أن يرفضا نتيجته أو يتجاهلاها. ولم يكن اليوناني يشعر بأي التزام أدبي نحو الأجانب أو بأي التزام قانوني إلا إذا كان بلداهما مرتبطين بمعاهدة ، وكان هؤلاء في عرفه برابرة (Barbaroi). ولم يكن اليونان يقصدون بذلك أنهم «همج». Barbarian بالمعنى الذي نفهمه نحن من هذا اللفظ بالضبط، بل كانوا يفهمون منه «الأجانب» أو الغرباء الذين يتكلمون لغة غريبة غير مألوفة. ولم ترقَ بلاد اليونان الرقي الذي تدرك به وجود قانون أخلاقي يشمل الجنس البشري بأكمله إلا على يد الفلاسفة الرواقيين في العصر الذي اصطبغت فيه بلاد الشرق الأدنى بالصبغة اليونانية العالمية.